# Elisabetta de Gambarini
Elisabetta de Gambarini est une musicienne anglaise née à Londres le 7 septembre 1730 d'un père musicien italien (Charles Gambarini) : elle fut cantatrice, organiste, claveciniste, compositrice, chef d'orchestre. Elle mourut le 9 février 1765, à l'âge de 34 ans.

## Biographie
Elisabetta de Gambarini participa comme soprano à la création de l'oratorio Judas Maccabaeus de Haendel le 1er avril 1747. Elle a laissé deux recueils de pièces pour le clavecin, publiés en 1748 :
- Opus 1 : Six sets of lessons for the harpsichord, soit 6 sonates pour le clavecin, en général à trois mouvements, dédiées à la Vicomtesse Howe du Royaume d'Irlande.
- Opus 2 : Lessons for the harpsichord intermixed with italian and english songs; les pièces de clavecin y sont d'un seul mouvement. Ce volume, dédié à son Altesse Royale Frederick, Prince de Galles, fut relié avec un portrait de Gambarini âgée de 17 ans, par Nathaniel Hone.

## Discographie sélective
- Lessons for the harpsichord par Paule van Parys (Pavane ADW7395)
- 18th Century Women Composers - Music for Solo Harpsichord, Vol. 1. Barbara Harbach, clavecin. Gasparo Records GSCD-272 (1995)
- Elizabeth Gambarini: Complete Works for Harpsichord. Anthony Noble, Herald Records HAVPCD 244 (2000)